# Rhododendron baihuaense
Rhododendron baihuaense är en ljungväxtart som beskrevs av Y.P.Ma. Rhododendron baihuaense ingår i släktet rododendron, och familjen ljungväxter. Inga underarter finns listade i Catalogue of Life.